# Список грибов и лишайников, занесённых в Красную книгу Калмыкии
В списке указаны все растения, вошедшие в Красную книгу Республики Калмыкия, по состоянию на 2010 год. Знак * обозначает виды, занесённые в Красную книгу Российской Федерации (1999).
Категории имеют следующие обозначения:
0 — вероятно исчезнувшие
1 — исчезающие виды
2 — редкие и малочисленные виды
3 — потенциально уязвимые виды
4 — виды неопределённого статуса
5 — восстанавливаемые или восстанавливающиеся виды

## Грибы

### Отдел Аскомикоты

#### Класс Аскомицеты
- Семейство Сморчковые - Morchellaceae
  - Сморчок степной - Morchella steppicola Zerova

### Отдел Базидиомикоты

#### Класс Базидиомицеты
- Семейство Шампиньоновые - Agaricaceae
  - Шампиньон таблитчатый - Agaricus tabularis Pck.
  - Эндоптрихум агариковидный - Endoptrychum agaricoides Czern.
- Семейство Баттарреевые - Battarreaceae
  - Баттаррея веселковая - Battarrea phalloides (Dicks.) Pers. Баттаррея весёлковая

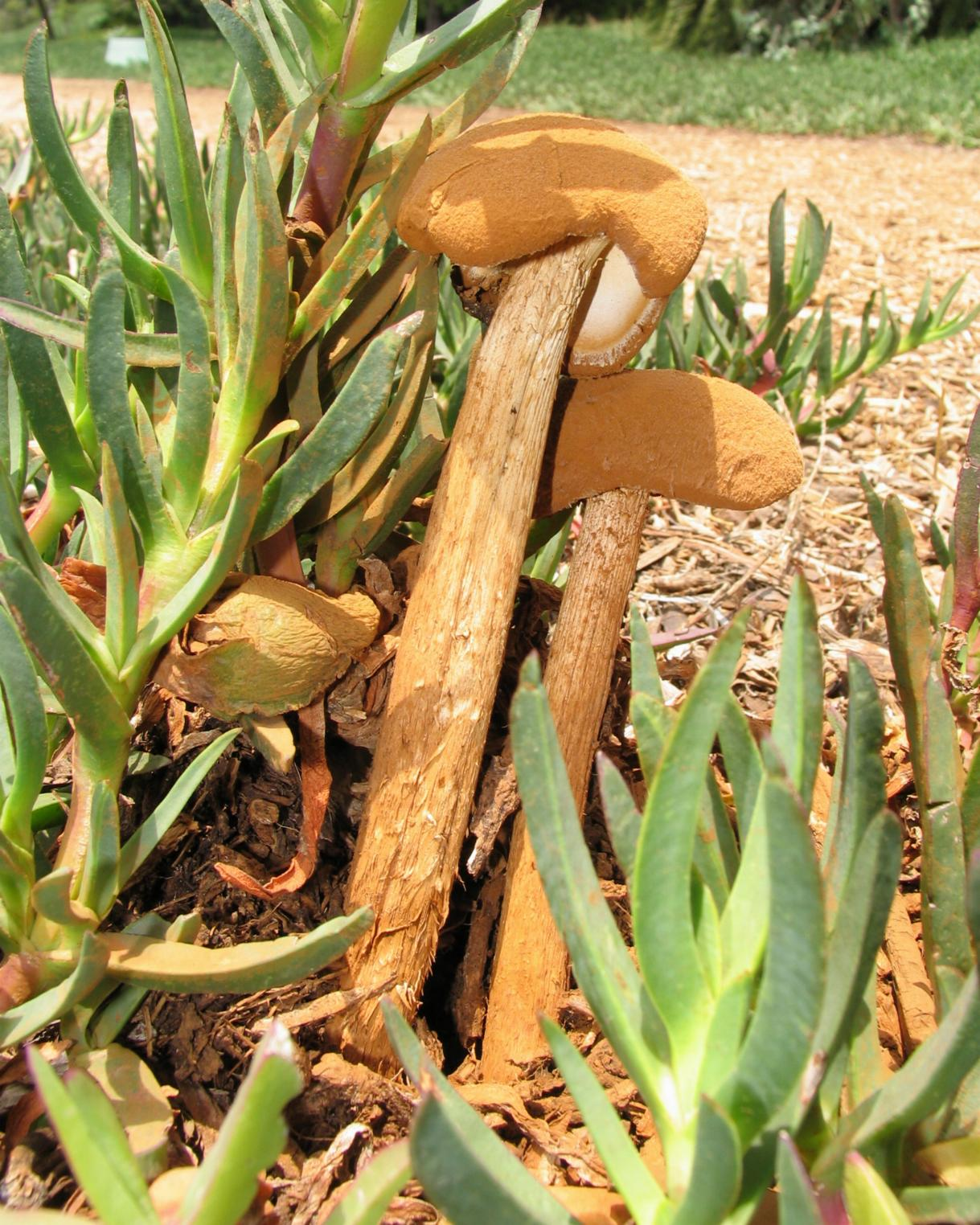
Баттаррея весёлковая

- Семейство Геастровые - Geastraceae
  - Мириостома дырчатая - Myriostoma coliforme (Dicks.:Pers.) Corda Мириостома шейковидная (дырчатая)
- Семейство Подаксовые - Podaxaceae

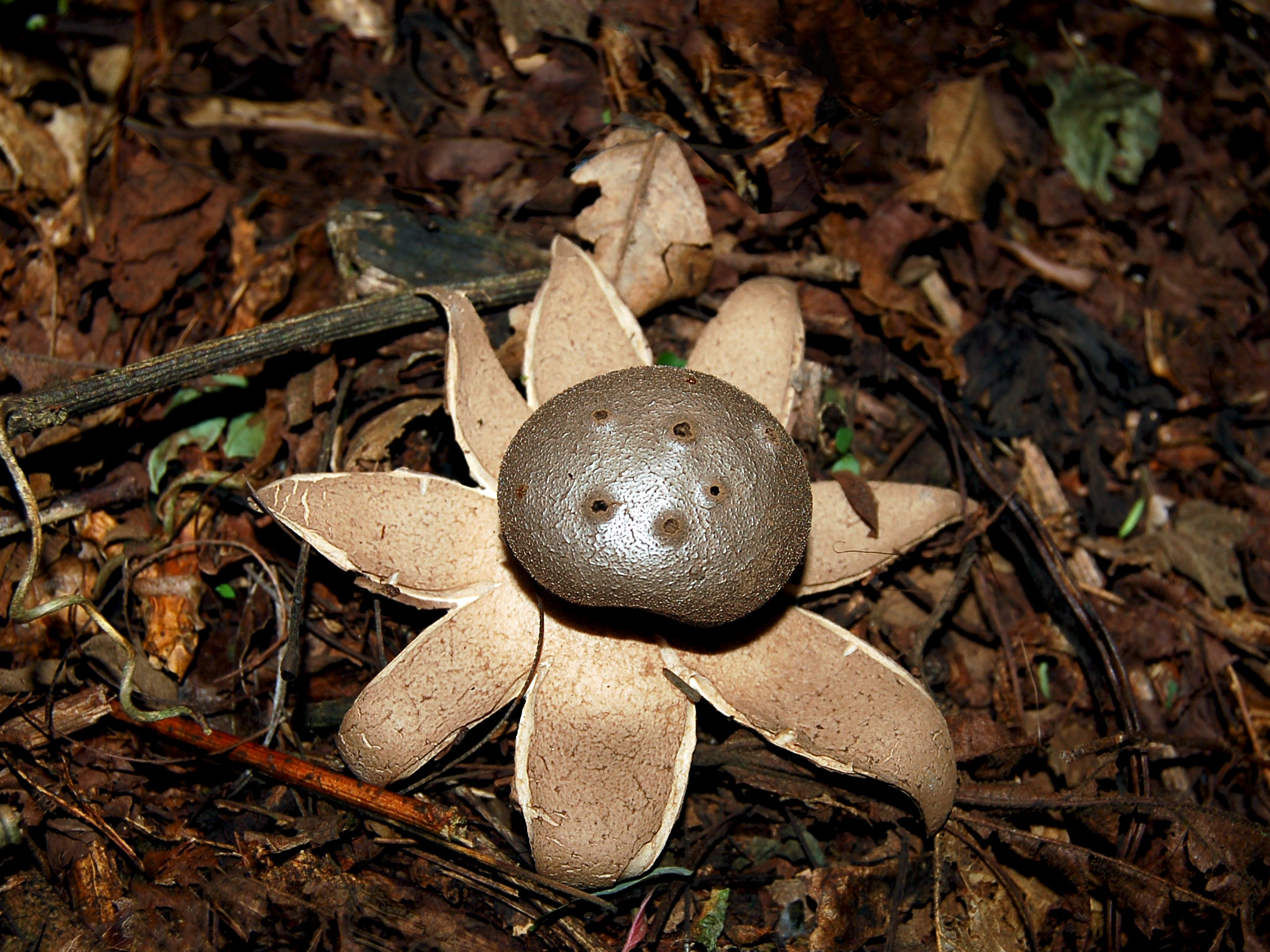
Мириостома шейковидная (дырчатая)

  - Монтанея песчаная - Montagnea arenaria (DC.) Zeller.

## Лишайники

### Класс Сумчатые лишайники
- Семейство Аспицилиевые - Aspiciliaceae	
  - Аспицилия шероховатая - Aspicilia aspera (Mereschk.) Tomin	1
  - Аспицилия кустистая - Aspicilia fruticulosa (Eversm). Flag.	1
  - Аспицилия щетинистая - Aspicilia hispida Mereschk.	1
- Семейство Кладониевые - Cladoniaceae	
  - Кладония листоватая - Cladonia foliacea (Huds.) Willd.	2
  - Кладония мадьярская - Cladonia madyarica Vain.	2
  - Кладония грубая - Cladonia subrangiformis Sandst.	2
- Семейство Коллемовые - Collemaceae	
  - Коллема маленькая - Collema minor (Pakh.) Tomin	2
- Семейство Эндокарповые - Endocarpaceae	
  - Эндокарпон маленький - Endocarpon pusilum Hedw.	3
- Семейство Леканоровые - Lecanoraceae	
  - Леканора обломочная - Lecanora frustulosa (Dick.) Ach.	3
  - Плаколеканора ячменнолепешковая - Placolecanora alphoplaca (Wahlenb.) Kopacz.	3
  - Сквамарина чечевиценосная - Squamarina lentigera (Weber) Poelt	3
- Семейство Лецидеевые - Lecideaceae	
  - Тониния голубовато-черноватая - Toninia sedifolia (Scop.) Timdal	2
- Семейство Пармелиевые - Parmeliaceae	
  - Цетрария степная - Cetraria steppae Savich Karnef	2 (2)
  - Неофусцелия грубоморщинистая - Neofucelia ryssolea (Ach.) Nyl.	2
  - Ксантопармелия блуждающая - Xanthoparmelia camtschadalis (Ach.)	2
- Семейство Телошистовые - Teloschistaceae	
  - Фульгензия сверкающая - Fulgensia fulgens (Sw.) Elenk.	3